# Запоріжжя (селище)
Запоріжжя – селище в Україні, в Хрустальненській міській громаді Ровеньківського району Луганської області. Спочатку виникло під назвою село Чекалянець. З 1940 по 1963 рік було відоме під назвою селище шахти N 153.

## Історія
Із 2014 року окуповане Росією.

## Населення

### Мова
Розподіл населення за рідною мовою за даними перепису 2001 року:
| Мова            | Кількість | Відсоток |
| --------------- | --------- | -------- |
| російська       | 1022      | 86.90%   |
| українська      | 151       | 12.84%   |
| білоруська      | 2         | 0.17%    |
| інші/не вказали | 1         | 0.09%    |
| Усього          | 1176      | 100%     |